# Meilhan, Landes
Meilhan är en kommun i departementet Landes i regionen Nouvelle-Aquitaine i sydvästra Frankrike. Kommunen ligger i kantonen Tartas-Est som tillhör arrondissementet Dax. År 2022 hade Meilhan 1 206 invånare.

## Befolkningsutveckling
Antalet invånare i kommunen Meilhan
Referens:INSEE